# Climacia bifasciata
Climacia bifasciata är en insektsart som beskrevs av Penny och José Albertino Rafael 1982. Climacia bifasciata ingår i släktet Climacia och familjen svampdjurssländor. Inga underarter finns listade i Catalogue of Life.